# Hypothymis
Hypothymis là một chi chim trong họ Monarchidae.

## Các loài
- Hypothymis azurea (Boddaert, 1783) — Tchitrec azuré
  - Hypothymis azurea abbotti Richmond, 1902
  - Hypothymis azurea aeria Bangs & Peters, JL, 1927
  - Hypothymis azurea azurea (Boddaert, 1783)
  - Hypothymis azurea catarmanensis Rand & Rabor, 1969
  - Hypothymis azurea ceylonensis Sharpe, 1879
  - Hypothymis azurea consobrina Richmond, 1902
  - Hypothymis azurea forrestia Oberholser, 1911
  - Hypothymis azurea galerita (Deignan, 1956)
  - Hypothymis azurea gigantoptera Oberholser, 1911
  - Hypothymis azurea idiochroa Oberholser, 1911
  - Hypothymis azurea javana Chasen & Kloss, 1929
  - Hypothymis azurea karimatensis Chasen & Kloss, 1932
  - Hypothymis azurea leucophila Oberholser, 1911
  - Hypothymis azurea montana Riley, 1929
  - Hypothymis azurea nicobarica Bianchi, 1907
  - Hypothymis azurea oberholseri Stresemann, 1913
  - Hypothymis azurea opisthocyanea Oberholser, 1911
  - Hypothymis azurea penidae Meise, 1942
  - Hypothymis azurea prophata Oberholser, 1911
  - Hypothymis azurea richmondi Oberholser, 1911
  - Hypothymis azurea styani (Hartlaub, 1899)
  - Hypothymis azurea symmixta Stresemann, 1913
  - Hypothymis azurea tytleri (Beavan, 1867)
- Hypothymis coelestis Tweeddale, 1877 — Gobemouche céleste, Tchitrec céleste
  - Hypothymis coelestis coelestis Tweeddale, 1877
  - Hypothymis coelestis rabori Rand, 1970
- Hypothymis helenae (Steere, 1890) — Gobemouche d'Hélène, Tchitrec d'Hélène
  - Hypothymis helenae agusanae Rand, 1970
  - Hypothymis helenae helenae (Steere, 1890)
  - Hypothymis helenae personata (McGregor, 1907)
- Hypothymis puella (Wallace, 1863) — Gobemouche bleu pâle, Tchitrec bleu pâle, Tchitrec des Célèbes
  - Hypothymis puella blasii Hartert, 1898
  - Hypothymis puella puella (Wallace, 1863)